# Новациан
Новациан (лат. Novatianus; предположительно 200 — 258) — римский антипапа в 251—258 годах,  богослов и писатель.
Создал учение, названное новацианством, согласно которому Церковь есть общество святых, а все падшие и соделавшие смертные грехи после крещения должны быть извергаемы из неё и ни в каком случае не могут быть принимаемы обратно. Церковь не может прощать тяжких грешников; если же она их прощает и принимает обратно, то сама делается нечистой, перестаёт быть святой.
Был соперником Корнилия на выборах нового папы, его поддержали три епископа. За своё учение был отлучён Корнилием от Церкви. Отлучения не признал, создал собственную общину. Умер предположительно мученической смертью, но к лику святых не причислен. Община последователей Новациана просуществовала до VII века под названием «кафары» (чистые). Вопрос о том, существует ли связь этой общины с более поздним движением катаров XII века, является спорным.
Сохранились два сочинения Новациана: «О Троице» (De trinitate, ок. 240, в корпусе сочинений Тертуллиана) и «Об иудейской пище» (De cibis Iudaicis). Ранее Новациану ошибочно приписывались и другие сочинения.